# تاکایوکی اومی
تاکایوکی اومی (انگلیسی: Takayuki Omi؛ زادهٔ ۶ اکتبر ۱۹۸۲) بازیکن فوتبال اهل ژاپن است.